# Almeria
Almeria (em castelhano: Almería) é um município da Espanha na província de Almeria, comunidade autónoma da Andaluzia. Tem 296,21 km² de área e em 2023 tinha 201 775 habitantes (densidade: 681,2 hab./km²).

## Demografia
| Variação demográfica do município entre 1996 e 2008 | Variação demográfica do município entre 1996 e 2008 | Variação demográfica do município entre 1996 e 2008 | Variação demográfica do município entre 1996 e 2008 |
| --------------------------------------------------- | --------------------------------------------------- | --------------------------------------------------- | --------------------------------------------------- |
| 1996                                                | 2001                                                | 2004                                                | 2008                                                |
| 170 503                                             | 170 994                                             | 177 681                                             | 187 521                                             |

## Clima
O clima de Almeria é árido quente (BWh na Classificação Climática de Köppen), embora algumas regiões da província sejam classificados como semiárido quente (BSh), o que torna a única cidade europeia com um clima árido quente. Almeria é a cidade mais árida de toda a Europa, com uma precipitação média anual de apenas 200 mm. Os invernos são amenos e secos, com apenas alguns dias de chuva. As temperaturas máximas médias durante o inverno variam entre 16 °C a 18 °C, enquanto que as mínimas variam de 8 °C a 10 °C. Desde que se iniciarem os registos, Almeria nunca registou temperaturas abaixo de 0 °C, sendo que a sua mínima mais baixa foi de 0,1 °C. Os verões são quentes e secos, com as máximas a variarem entre os 30 °C e os 31 °C e as mínimas entre os 21 °C e os 23 °C. Temperaturas superiores a 40 °C são raros, devido à forte influência do mar Mediterrâneo.
| Dados climatológicos para Almeria Aeropuerto (1981-2010) Extremos (1968-atualidade) | Dados climatológicos para Almeria Aeropuerto (1981-2010) Extremos (1968-atualidade) | Dados climatológicos para Almeria Aeropuerto (1981-2010) Extremos (1968-atualidade) | Dados climatológicos para Almeria Aeropuerto (1981-2010) Extremos (1968-atualidade) | Dados climatológicos para Almeria Aeropuerto (1981-2010) Extremos (1968-atualidade) | Dados climatológicos para Almeria Aeropuerto (1981-2010) Extremos (1968-atualidade) | Dados climatológicos para Almeria Aeropuerto (1981-2010) Extremos (1968-atualidade) | Dados climatológicos para Almeria Aeropuerto (1981-2010) Extremos (1968-atualidade) | Dados climatológicos para Almeria Aeropuerto (1981-2010) Extremos (1968-atualidade) | Dados climatológicos para Almeria Aeropuerto (1981-2010) Extremos (1968-atualidade) | Dados climatológicos para Almeria Aeropuerto (1981-2010) Extremos (1968-atualidade) | Dados climatológicos para Almeria Aeropuerto (1981-2010) Extremos (1968-atualidade) | Dados climatológicos para Almeria Aeropuerto (1981-2010) Extremos (1968-atualidade) | Dados climatológicos para Almeria Aeropuerto (1981-2010) Extremos (1968-atualidade) |
| Mês                                                                                 | Jan                                                                                 | Fev                                                                                 | Mar                                                                                 | Abr                                                                                 | Mai                                                                                 | Jun                                                                                 | Jul                                                                                 | Ago                                                                                 | Set                                                                                 | Out                                                                                 | Nov                                                                                 | Dez                                                                                 | Ano                                                                                 |
| ----------------------------------------------------------------------------------- | ----------------------------------------------------------------------------------- | ----------------------------------------------------------------------------------- | ----------------------------------------------------------------------------------- | ----------------------------------------------------------------------------------- | ----------------------------------------------------------------------------------- | ----------------------------------------------------------------------------------- | ----------------------------------------------------------------------------------- | ----------------------------------------------------------------------------------- | ----------------------------------------------------------------------------------- | ----------------------------------------------------------------------------------- | ----------------------------------------------------------------------------------- | ----------------------------------------------------------------------------------- | ----------------------------------------------------------------------------------- |
| Temperatura máxima recorde (°C)                                                     | 24,4                                                                                | 25,2                                                                                | 32,4                                                                                | 30,6                                                                                | 36,3                                                                                | 40,8                                                                                | 41,6                                                                                | 42,0                                                                                | 38,4                                                                                | 34,4                                                                                | 29,0                                                                                | 27,7                                                                                | 42,0                                                                                |
| Temperatura máxima média (°C)                                                       | 16,9                                                                                | 17,6                                                                                | 19,6                                                                                | 21,4                                                                                | 24,1                                                                                | 27,9                                                                                | 30,5                                                                                | 31,0                                                                                | 28,4                                                                                | 24,5                                                                                | 20,5                                                                                | 17,9                                                                                | 23,4                                                                                |
| Temperatura média (°C)                                                              | 12,6                                                                                | 13,3                                                                                | 15,1                                                                                | 17,0                                                                                | 19,7                                                                                | 23,5                                                                                | 26,1                                                                                | 26,7                                                                                | 24,2                                                                                | 20,4                                                                                | 16,4                                                                                | 13,8                                                                                | 19,1                                                                                |
| Temperatura mínima média (°C)                                                       | 8,3                                                                                 | 9,0                                                                                 | 10,6                                                                                | 12,5                                                                                | 15,3                                                                                | 18,9                                                                                | 21,7                                                                                | 22,4                                                                                | 20,0                                                                                | 16,3                                                                                | 12,3                                                                                | 9,6                                                                                 | 14,7                                                                                |
| Temperatura mínima recorde (°C)                                                     | 0,1                                                                                 | 1,0                                                                                 | 1,0                                                                                 | 6,0                                                                                 | 8,4                                                                                 | 10,4                                                                                | 12,0                                                                                | 14,8                                                                                | 10,1                                                                                | 3,4                                                                                 | 3,1                                                                                 | 2,0                                                                                 | 0,1                                                                                 |
| Chuva (mm)                                                                          | 24                                                                                  | 25                                                                                  | 16                                                                                  | 17                                                                                  | 12                                                                                  | 5                                                                                   | 1                                                                                   | 1                                                                                   | 14                                                                                  | 27                                                                                  | 28                                                                                  | 30                                                                                  | 200                                                                                 |
| Insolação (h)                                                                       | 194                                                                                 | 191                                                                                 | 232                                                                                 | 261                                                                                 | 297                                                                                 | 325                                                                                 | 342                                                                                 | 315                                                                                 | 256                                                                                 | 218                                                                                 | 183                                                                                 | 178                                                                                 | 2 994                                                                               |
| Fonte: Agência Estatal de Meteorologia                                              |                                                                                     |                                                                                     |                                                                                     |                                                                                     |                                                                                     |                                                                                     |                                                                                     |                                                                                     |                                                                                     |                                                                                     |                                                                                     |                                                                                     |                                                                                     |
| Fonte 2: Extremos climatológicos                                                    |                                                                                     |                                                                                     |                                                                                     |                                                                                     |                                                                                     |                                                                                     |                                                                                     |                                                                                     |                                                                                     |                                                                                     |                                                                                     |                                                                                     |                                                                                     |

## Gastronomia
O prato típico de Almeria é o Trigo, fácil de encontrar nos bares e restaurantes tradicionaies de Almeria.